# Famille Buchow
La famille Buchow (von Buchow, ou Buchau) est une famille de la noblesse germano-balte originaire de Poméranie.

## Histoire
Originaire de Poméranie occidentale et ancienne famille patricienne de Stralsund, elle est anoblie en 1568. Ses origines remontent à la fin du XIVe siècle.

## Quelques membres
- Heinrich Buchow (†1451), conseiller (Rathsherr) de Stralsund (1444).
- Johann II Buchow, citoyen de Stralsund, père du suivant et fils de Johann I (†1446) également citoyen de Stralsund.
- Johann III Buchow, capitaine au service de l'électeur Maximilien, il est tué dans la guerre contre les Turcs. Père du suivant.
- Christian I Buchow (†1618), conseiller de Stralsund (1579-1618). Père du suivant.
- Christian II Buchow, marchand, patricien de Stralsund. Père du suivant.
- Christian III Buchow (1617-1677), conseiller puis maire de Tallinn (1658). Père du suivant.
- Christian IV Buchow (1652-1721), conseiller puis maire de Tallinn (1710-1721). Père du suivant.
- Christian V Buchau (1711-1768), conseiller et grand-chambellan de Tallinn, seigneur de Wittenpöwel.
- Heinrich I Buchow (1512-1582), conseiller de Stralsund. Père du suivant.
- Heinrich II Buchow (de) († 1628). Docteur en droit, proconsul, il est conseiller (1586) puis maire de la ville hanséatique de Stralsund de 1596 à sa mort. Celle-ci lui doit d'avoir gagnée un degré considérable de souveraineté.
- Heinrich III Buchow (1596-1664), maire de Stralsund. Petit-fils de Heinrich I.

## Pour approfondir